# Longitarsus exsoletus
Longitarsus exsoletus är en skalbaggsart som först beskrevs av Carl von Linné 1758.  Longitarsus exsoletus ingår i släktet Longitarsus, och familjen bladbaggar.
Arten förekommer i Europa, bland annat i Skandinavien och Baltikum. Den hittades i Finland 2012 (i Dalsbruk). Den är reproducerande i Sverige.
Skalbaggen är ca 3 mm lång. Den lever på blommor av blåeld.